# Aphanogmus dessarti
Aphanogmus dessarti is een vliesvleugelig insect uit de familie van de Ceraphronidae. De wetenschappelijke naam van de soort is voor het eerst geldig gepubliceerd in 1966 door Hellen.